# Carmela Soprano
Carmela Soprano, interpretada por Edie Falco, es un personaje ficticio en la serie de televisión Los Soprano de la cadena estadounidense HBO. Es la esposa de Tony Soprano y madre de Meadow y Anthony Soprano, Jr..

## Personaje
Carmela fue el amor de instituto de Tony Soprano y se casaron a temprana edad. Carmela es una mujer capaz, organizada y con recursos, que siempre antepone su familia a todo e intenta mantener el hogar de los soprano mientras Tony se encuentra trabajando. En ocasiones, representa el estereotipo de esposa de un jefe de la mafia: comprensiva y agradable, aunque a veces fuerte, ella suele evitar hacer preguntas sobre detalles del trabajo de su marido. Tony confía lo suficiente en su esposa para confiarle, en cierto grado, asuntos relacionados con sus tratos mafiosos, como el intento fallido contra su vida o la muerte de Richie Aprile. Sin embargo, tantos años echando de menos a su marido en casa, junto a sus constantes infidelidades, pusieron en serio peligro su relación e incluso llegaron a separarse durante un periodo. Carmela también es practicante del catolicismo y encuentra en ello dificultades para racionalizar tanto la profesión de su marido como su posterior separación.
Aunque el personaje se considera como bueno, también tiene cierto punto de complejidad. Ella tiene bastantes problemas con la "profesión" de su marido pero, sin embargo, le quiere de todas formas.
El resentimiento de Carmela por las infidelidades de su marido le ha llevado a menudo al borde de la ruptura de su matrimonio en momentos cargados de tensión sexual con su sacerdote, el Padre Phil Intintola, y el decorador Vic Musto. Durante la cuarta temporada, Carmela tuvo un mutuo sentimiento romántico con Furio Giunta, uno de los hombres de Tony. Carmela había alcanzado un nivel mínimo de tolerancia con los constantes affairs de Tony, que llegó a mantener una relación durante un tiempo basada en una de tensión romántica pero sin llegar a más. Cada uno confesó a sus respectivos amigos que se estaban enamorando, pero Furio, cansado de ver cómo Tony trataba a Carmela y que este jamás podría estar con ella por ser la mujer del jefe, vendió su casa y regresó a Italia.